# Fontenay-en-Parisis
Fontenay-en-Parisis ist eine französische Gemeinde mit 2.220 Einwohnern (Stand: 1. Januar 2022) im Département Val-d’Oise in der Region Île-de-France; sie gehört zum Arrondissement Sarcelles und zum Kanton Fosses (bis 2015: Kanton Luzarches). Die Einwohner werden Fontenaysiens genannt.

## Geographie
Fontenay-en-Parisis liegt etwa 23 km nordnordöstlich von Paris. Der Croult fließt durch die Gemeinde. Umgeben wird Fontenay-en-Parisis von den Nachbargemeinden Jagny-sous-Bois im Norden, Châtenay-en-France im Norden und Nordosten, Puiseux-en-France im Nordosten, Louvres im Osten, Goussainville im Süden und Südosten, Bouqueval im Süden, Le Plessis-Gassot im Südwesten, Le Mesnil-Aubry im Westen sowie Mareil-en-France im Nordwesten.
Durch die Gemeinde führt die Route nationale 104 (die sog. Francilienne).

## Bevölkerungsentwicklung
| Jahr                      | 1962 | 1968 | 1975 | 1982 | 1990 | 1999 | 2006 | 2012 |
| Einwohner                 | 527  | 617  | 937  | 899  | 1716 | 1710 | 1912 | 1899 |
| Quelle: Cassini und INSEE |      |      |      |      |      |      |      |      |

## Sehenswürdigkeiten

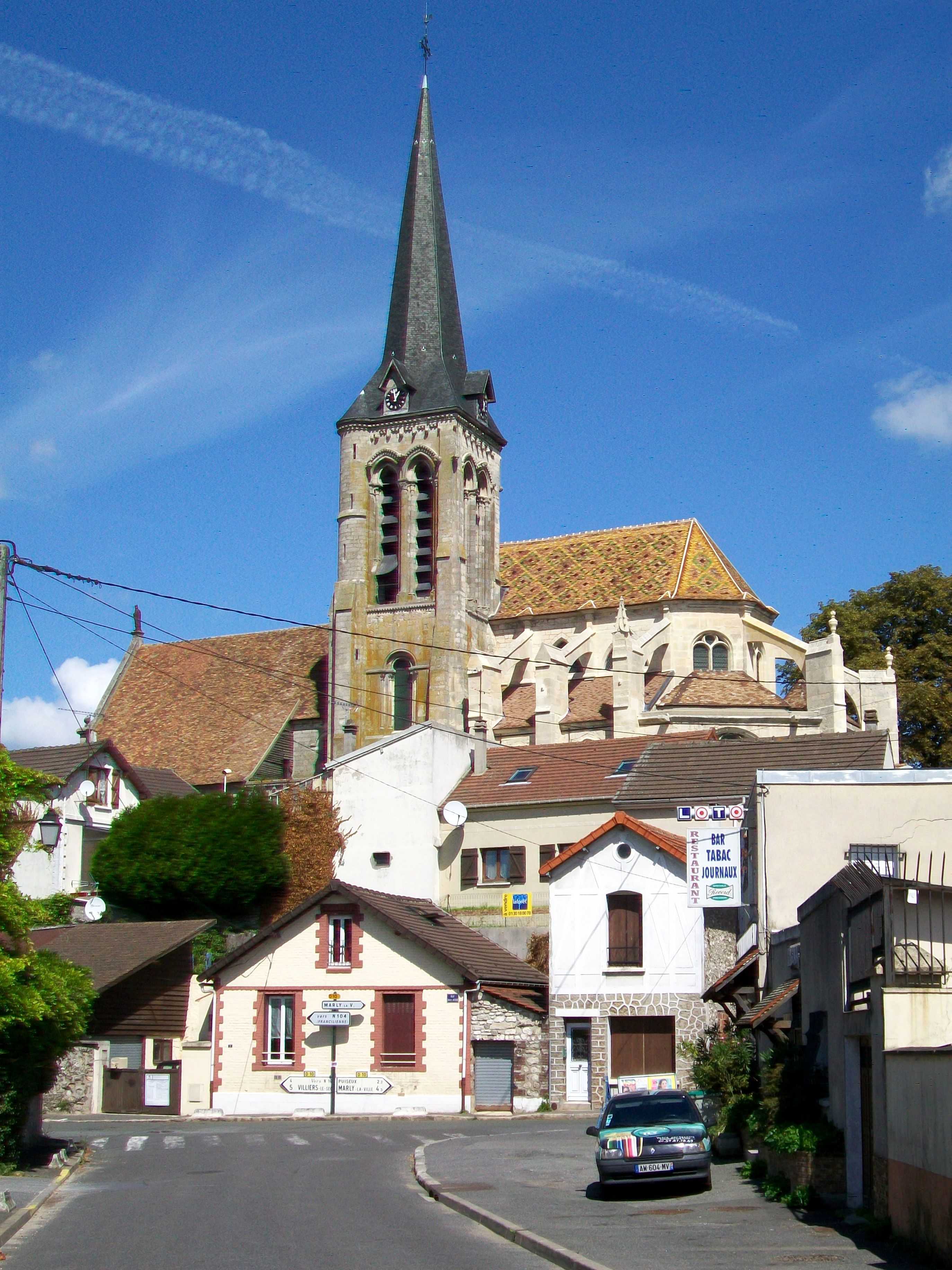
Kirche Saint-Aquilin

- Kirche Saint-Aquilin, ursprünglich romanischer Kirchbau ab der Mitte des 12. Jahrhunderts erbaut, spätere Umbauten mit gotischen Elementen und solchen der Renaissance, Monument historique seit 1886
- Herrenhaus Le Sévy, um 1615 erbaut
- Waschhaus
- Brunnen

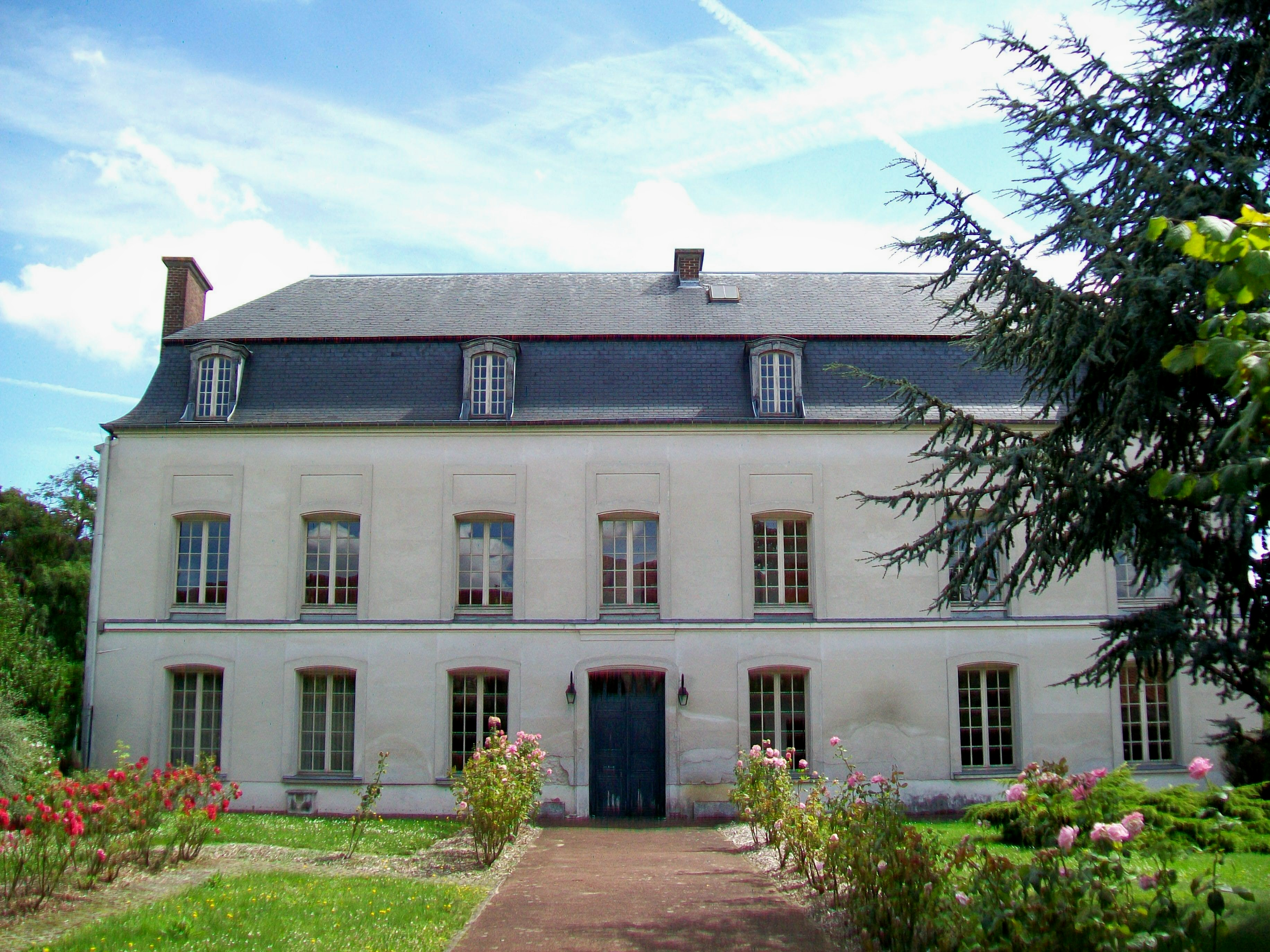
Herrenhaus Le Sévy
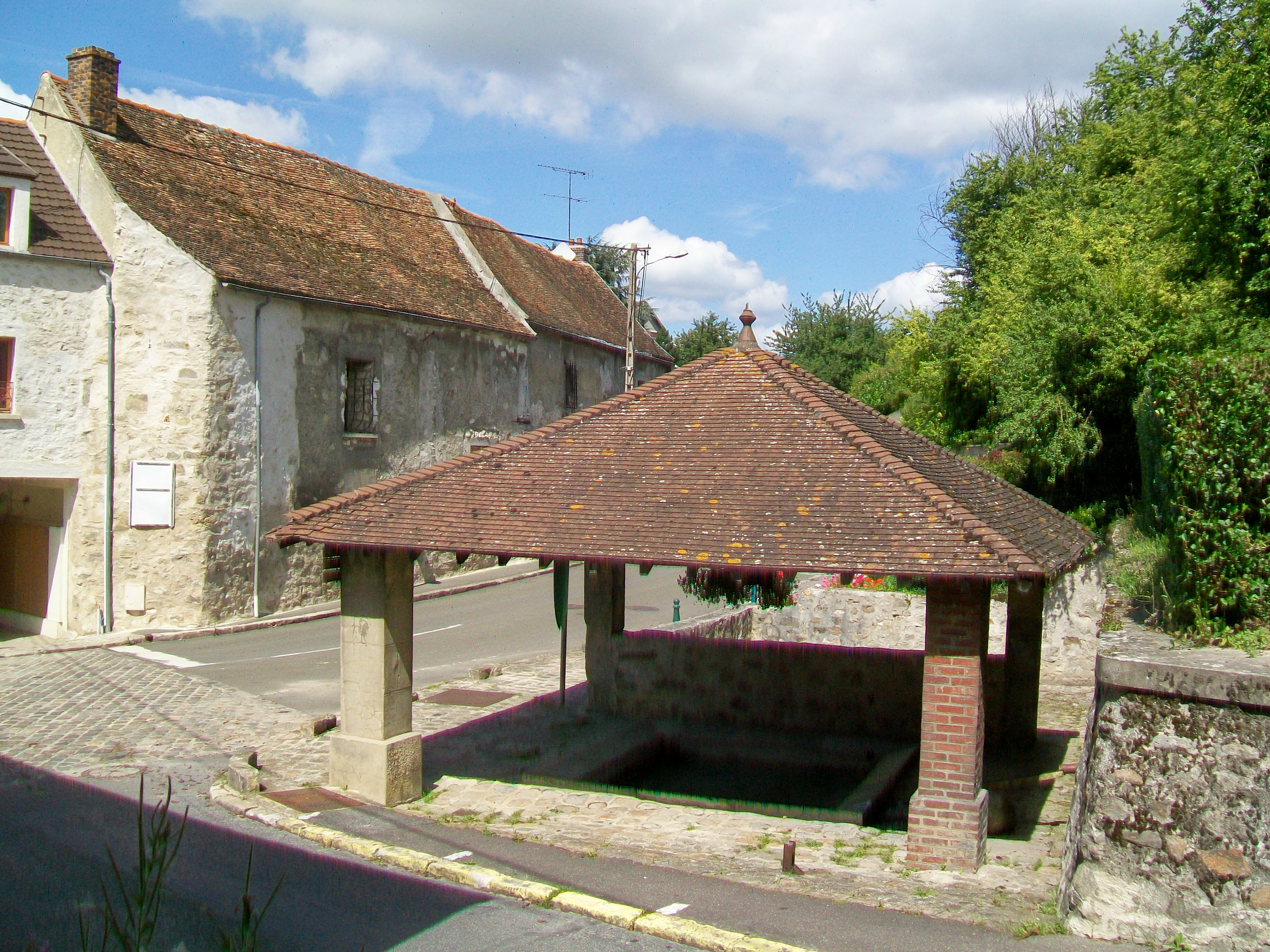
Waschhaus